# パピアメント語
パピアメント語は、西インド諸島のアルバ島とボネール島、そしてキュラソー島のABC諸島で話される言語である。元々それらの島はオランダの海外領土であり、ポルトガル語とスペイン語の影響が強く、それらが単語の約60%程を、オランダ語などが約25%を占める、混合したクレオール言語である。話者のほとんどがバイリンガルもしくはトリリンガルである。使用人口は約32万9000人。

## 言語名別称
- パピアメントゥ語
- Curaçoleño
- Curassese
- Papago
- Papiamentoe
- Papiamentu
- Papiamen
- Papiam